# Muriel Noah Ahanda
Muriel Noah Ahanda, née le 25 mai 1982, est une athlète camerounaise.

## Carrière
Elle remporte la médaille d'argent du relais 4 × 400 mètres aux Jeux africains de 2003 à Abuja et la médaille de bronze dans la même épreuve aux Championnats d'Afrique d'athlétisme 2004. Elle est ensuite éliminée en séries du relais 4 × 400 mètres féminin aux Jeux olympiques d'été de 2004 à Athènes.